# Calixto Gas
Calixto Gas (* 21. August 1890 in Jausiers, Alpes-de-Haute-Provence, Frankreich als Calixte Gas; † 4. November 1918 in Staden, Westflandern, Belgien) war ein französischer Unternehmer und Sportler, der als einer der Gründer des mexikanischen Fußballvereins Club Deportivo Guadalajara und Fußballpioniere in Guadalajara gilt.

## Leben
Um das Jahr 1904 folgte Calixte Gas dem Ruf seines bereits nach Mexiko ausgewanderten Onkels und ließ sich in Guadalajara nieder, wo sich sein Vorname gemäß den mexikanischen Gepflogenheiten in Calixto änderte. An seinem neuen Wohnort befreundete er sich bald mit einigen anderen Franzosen und dem Belgier Edgar Everaert. Die jungen Männer spielten gerne Fußball und praktizierten diesen Sport auch an ihrem neuen Wohnort. 1906 riefen sie den Club Unión ins Leben, aus dem zwei Jahre später der Guadalajara FC und viele Jahre später der Club Deportivo Guadalajara, Mexikos populärster Fußballverein, wurde.
Nach dem Ausbruch des Ersten Weltkriegs folgte er, wie auch viele andere französische Migranten in Mexiko, dem Ruf seines Vaterlandes, um als Soldat zu kämpfen. Nur eine Woche vor dessen Ende am 11. November 1918 kam Gas bei einem Kampfeinsatz in der belgischen Kleinstadt Staden ums Leben.